# La Maison magique de Mickey
Le Monde Merveilleux de Mickey La Maison de Mickey+
La Maison magique de Mickey (Mickey Mouse Funhouse) est une série télévisée d'animation américaine créée par Phil Weinstein et Thomas Hart. La diffusion de la série débute par un épisode spécial le 16 juillet 2021 suivi de la première officielle sur Disney Junior le 20 août,,.
En France, la série est diffusée à partir du 15 novembre 2021 sur Disney Junior.
Disney Junior a créé la série pour poursuivre son modèle de série animée préscolaire originale se déroulant dans l'univers de Mickey Mouse. De nombreux membres de l'équipe de Mickey et ses amis : Top Départ ! ont développé la série.

## Synopsis
Mickey Mouse revient avec ses amis Minnie Mouse, Donald Duck, Daisy Duck, Dingo et Pluto. Les amis rencontrent Funny, une maisonnette d'enfant enchantée qui parle. Funny transporte le groupe d'amis vers divers destinations qui leur permet de se lancer dans des captivantes aventures vers des terres inconnues. Il peut également modifier sa forme et son apparence pour s'adapter au nouvel environnement, et guide Mickey et ses amis dans toutes sortes de quêtes inédites.

## Distribution

### Voix originales
- Bret Iwan : Mickey Mouse
- Kaitlyn Robrock : Minnie Mouse
- Tony Anselmo : Donald Duck
- Tress MacNeille : Daisy Duck, Tic (Chip)
- Bill Farmer : Dingo
- Harvey Guillén : Funny
- Jim Cummings : Pat Hibulaire (Pete)
- Corey Burton : Ludwig Von Drake et Tac (Dale)
- April Winchell : Clarabelle Cow et Hilda
- Nika Futterman : Cuckoo Loca

### Voix françaises
- Laurent Pasquier : Mickey Mouse
- Sylvain Caruso : Donald Duck / Pluto / Tac
- Emmanuel Curtil : Dingo
- Marie-Charlotte Leclaire : Minnie Mouse
- Sybille Tureau : Daisy Duck
- Guillaume Beaujolais : Funny
- Alain Dorval puis Paul Borne : Pat Hibulaire
- Jean-Claude Donda : Ludwig Von Drake
- Evelyne Grandjean : Clarabelle

- Version française
  - Société de doublage : Dubbing Brothers
  - Direction artistique : Patricia Legrand
  - Adaptation des dialogues : Sauvane Delanoë, Patricia Taieb

 Source et légende : version française (VF) sur RS Doublage

## Production

### Développement
La production a débuté en 2020, pour une première diffusion prévue sur le réseau Disney Junior en 2021. Produite par Disney Television Animation, la série a été développée par le producteur exécutif Phil Weinstein, ainsi que par le coproducteur exécutif Thomas Hart et le rédacteur en chef Mark Drop, qui avait auparavant travaillé sur Mickey et ses amis : Top Départ ! au sein de l'équipe créative La nouvelle série a introduit un personnage supplémentaire, Funny. Chaque épisode de la série présente deux histoires de 11 minutes séparées par un intermède régulier de « pause de danse ».
Le 19 octobre 2021, Disney Junior a renouvelé la série pour une deuxième saison.

### Distribution
Les acteurs principaux de l'émission précédente, dont Bret Iwan, Kaitlyn Robrock (remplaçant Russi Taylor en raison de sa mort en 2019), Tony Anselmo (remplaçant Daniel Ross après avoir été lui-même remplacé dans Mickey et ses amis : Top Départ !), reviennent. Ils sont rejoints par Harvey Guillén, dans le rôle de Funny, une maisonnette d'enfants parlante enchantée. Il s'agit de la dernière œuvre où Will Ryan prête sa voix à Willie the Giant avant sa mort en novembre 2021.

### Animation
Alan Bodner, qui a travaillé sur Raiponce, la série, est le directeur artistique de la série. Pour sa réalisation de Mickey the Brave!, Bodner a déclaré qu'il s'était inspiré du Mickey Mouse Club, rappelant les décors colorés et imaginatifs. L'animation a également été influencée par les illustrations colorées et fantastiques présentées dans Alice au pays des merveilles.

### Fiche technique
- Titre original : Mickey Mouse Funhouse
- Titre français : La Maison magique de Mickey
- Réalisation : Phil Weinstein, Matthew O'Callaghan
- Scénario : Thomas Hart, Mark Drop
- Musique : Beau Black, Natsumi Osawa
- Direction artistique : Alan Bodner
- Son : Beau Black, Loren Hoskins
- Montage : Kelly Ward
- Casting : Kristin Paiva, Brian Mathias, Julia Pleasants
- Production : Bradley Bowlen, Steve Walby
- Sociétés de production : Disney Television Animation
- Sociétés de distribution : Walt Disney Television
- Pays d'origine :  États-Unis
- Langue originale : anglais
- Format : couleur - HDTV - 16/9 - Dolby Digital 5.1
- Genre : Série d'animation, Aventure, Comédie
- Durée : 22 minutes
- Dates de première diffusion :
  - États-Unis : 16 juillet 2021
  - France : 15 novembre 2021

### Diffusion internationale
La diffusion a débuté par une émission spéciale aux heures de grande écoute intitulée Mickey the Brave! le 16 juillet 2021 sur Disney Junior. Cet épisode est sorti sur Disney+ le 23 juillet. Il a également été diffusé le 30 septembre 2021 en Asie du Sud-Est, mais n'a duré qu'un jour avant la fermeture de la chaîne le 1er octobre 2021.

## Épisodes
| Saison | Saison | Épisodes | États-Unis   | États-Unis |
| Saison | Saison | Épisodes | Début        | Fin        |
| ------ | ------ | -------- | ------------ | ---------- |
|        | 1      | 26       | 20 août 2021 | NC         |

### Saison 1 (2021-2022)
| No | Titre français                                                  | Titre original                                                | Diffusion originale | Code prod. |
| -- | --------------------------------------------------------------- | ------------------------------------------------------------- | ------------------- | ---------- |
| 1  | Mickey le courageux !                                           | Mickey the Brave!                                             | 16 juillet 2021     | 101        |
| 2  | A tes souhaits Funny / Petit poisson, grand héros               | Homesick! - Goldfish Goofy!                                   | 20 août 2021        | 102        |
| 3  | Dans l'espace ! / Trésor droit devant !                         | Spaced Out! - Treasure, Ahoy!                                 | 20 août 2021        | 103        |
| 4  | Y a-t-il un plombier dans la maison ? / Une histoire de poisson | Is There a Plumber in the House? - A Fish Tale                | 27 août 2021        | 104        |
| 5  | Minnie et le gorille / Toutou Dino                              | Minnie Goes Ape! - Dino Doggies!                              | 3 septembre 2021    | 105        |
| 6  | Un problème de troll ! / Les jeux de Sunny Gulch !              | Troll Trouble! - The Sunny Gulch Games                        | 24 septembre 2021   | 106        |
| 7  | La Livraison de Minnie / La Fauvette Vagabonde                  | Minnie's Big Delivery - The Wandrin' Warbler                  | 15 octobre 2021     | 107        |
| 8  | Mickey et le maïs magique ! / Le Roi Mickey                     | Mickey and the Cornstalk! - King Mickey                       | 19 novembre 2021    | 108        |
| 9  | Dans la bouteille ! / Le conte de fée de Minnie !               | Bottled Up! - Minnie's Fairy Tale!                            | 3 décembre 2021     | 109        |
| 10 | Daisy et Dingo font le ménage / Le monde des crayons            | Daisy & Goofy Clean Up! - Crayon World!                       | 14 janvier 2022     | 110        |
| 11 | Jour de neige d'été / Sunny le bonhomme de neige !              | The Summer Snow Day - Sunny The Snowman                       | 25 février 2022     | 111        |
| 12 | Le surprenant labyrinthe / Le pays des chaussettes perdues      | Maybe I'm A Maze - Land of the Lost… Socks                    | 11 mars 2022        | 112        |
| 13 | Des eaux de cristalle / Soirée pyjama à la maison magique       | Crystal Clear Waters - The Big Funhouse Sleepover             | 25 mars 2022        | 113        |
| 14 | A la lettre / Titre français inconnu                            | Ducks Inn Trouble! - Polka Dots and Don'ts                    | 8 avril 2022        | 114        |
| 15 | Le grand match / Titre français inconnu                         | The Mighty Goof! - Playtime in Crayon World                   | 29 avril 2022       | 115        |
| 16 | La musique des saisons / Titre français inconnu                 | The Music of the Seasons - Mermaids to the Rescue             | 13 mai 2022         | 116        |
| 17 | Le festival des héros ! - Ou est passée la fauvette vagabonde ? | Festival of Heroes! - I Wander Where Warbler Went?            | 3 juin 2022         | 117        |
| 18 | Les Cinq Fantabuleux (Plus un) ! / Micket et Rocket Mouse       | The Fantabulous Five (Plus One)! - Mickey Meets Rocket Mouse! | 24 juin 2022        | 118        |
| 19 | Piles incluses / Mickey et Minnie sur la glace !                | Batteries Included - Mickey and Minnie: On Ice!               | 22 juillet 2022     | 119        |
| 20 | Pluie, va-t'en ! / Le Razzle Dazzle de Donald                   | Rain, Rain, Go Away - Donald's Razzle Dazzle Deal!            | 12 août 2022        | 120        |
| 21 | Daisy et les muses / Les yeux sur le ballon                     | Daisy and the Muses - Keep on the Ball                        | 19 août 2022        | 121        |
| 22 | La Famille de Farfus ! / La Parade de l'Aventure                | Farfus' Family - The Adventure Parade                         | 2 septembre 2022    | 122        |
| 23 | Le Manoir magique / L'Aventure de Funny                         | The Magic Mansion - Funny's Road Trip!                        | 9 septembre 2022    | 123        |
| 24 | Petit chien, grande aide ! / Un problème géant !                | Fifty-Foot Pluto! - A Big Giant Problem!                      | 26 septembre 2022   | 124        |
| 25 | Bienvenue sur l'Île du Crabe Géant ! / Les Fantômes de Gulch    | Welcome to Giant Crab Island! - Ghosts of Haunted Gulch       | 29 septembre 2022   | 125        |
| 26 | L'Aventure pirate                                               | Pirate Adventure!                                             | 7 octobre 2022      | 126        |